# Байкаловское сельское поселение (Тюменская область)
Байкаловское се́льское поселе́ние — муниципальное образование в Тобольском районе Тюменской области Российской Федерации.
Административный центр — село Байкалово.

## История
Статус и границы сельского поселения установлены Законом Тюменской области от 5 ноября 2004 года № 263 «Об установлении границ муниципальных образований Тюменской области и наделении их статусом муниципального района, городского округа и сельского поселения».

## Население
| 2010  | 2011  | 2012  | 2013  | 2014  | 2015  | 2016  |
| ----- | ----- | ----- | ----- | ----- | ----- | ----- |
| 2037  | ↘2032 | ↘1997 | ↗2007 | ↘1956 | ↘1939 | ↗1943 |
| 2017  | 2018  | 2019  | 2020  | 2021  |       |       |
| ↘1924 | ↘1877 | ↘1820 | ↘1801 | ↗1834 |       |       |

## Состав сельского поселения
| № | Населённый пункт | Тип населённого пункта       | Население |
| - | ---------------- | ---------------------------- | --------- |
| 1 | Алга             | деревня                      | 103       |
| 2 | Байкалово        | село, административный центр | ↗1720     |
| 3 | Ирек             | деревня                      | 130       |
| 4 | Куприна          | деревня                      | 84        |